# Ангольцы в Намибии
Ангольцы в Намибии или Немба — группа лиц выходцев с территории Республики Анголы, проживающая на территории Намибии. Поскольку Ангола и Намибия являются соседними государствами, исторически между двумя странами происходила миграция населения. Иммигрантов из Анголы в Намибии называют общим названием «Немба». 

## История
В колониальный период большое количество иммигрантов из юго-восточной Анголы селились в Мангарангандже и Сарасунгу, к востоку от Рунду вдоль реки Окаванго, но в 70-х годах  XX века они были переведены в Кайсоси и Кехему. Многие из этих мигрантов имели принадлежность этнической группе овамбо, составляющую большинство в Намибии, а также распространенную в южных районах Анголы. Массовая миграция ангольцев в Намибию происходила во времена Войны за независимость Анголы и начавшейся сразу после её Гражданской войны в Анголе. 
Во времена борьбы за независимость Намибии многие намибийцы были вынуждены бежать в соседние страны, в том числе и Анголу. После провозглашения независимости Намибии 21 марта 1990 года намибийцы начали возвращаться на Родину. Вместе с ними в Намибию переселилось и несколько сотен ангольцев, в том числе и ангольцы португальского происхождения. 
Число ангольских беженцев к 1996 году составляло 2069 человек, к 1999 году выросло до 7 612. Примерно 2300 человек проживали в Кахенге в приграничной зоне, а еще около 5000 в Осире вблизи Отдживаргонгов центральной части Намибии. Попытки властей Намибии переместить беженцев из приграничной зоны в лагеря Осира вызвала недовольство среди ангольских беженцев. В 2001 году, по статистике Управления Верховного комиссара ООН по делам беженцев в Намибии насчитывалось 30 881 беженцев из Анголы. В период с января по июль 2004 года в Анголу вернулись 7 035 ангольцев, до конца года вернулось еще 14 000 человек. К 2005 году число оставшихся в стране ангольских беженцев резко сократилось до 4 666 человек. 
После завершения боевых действий в приграничных территориях продолжается процесс миграции населения. Поток ангольцев в Намибию намного больше, чем обратный поток намибийцев в Анголу. Трудовые мигранты из Анголы приезжают в Намибию в поисках временной или сезонной работы, особенно часто на намибийских фермах.